# Araiostegia perdurans
Araiostegia perdurans là một loài dương xỉ trong họ Davalliaceae. Loài này được Christ Copel. mô tả khoa học đầu tiên năm 1931.